# Piscine Saint-Georges
La piscine Saint-Georges est une piscine municipale construite entre 1923 et 1926 à Rennes dans le département français d'Ille-et-Vilaine en région Bretagne.
Le bassin mesure 33,33 × 14 m.

## Situation et accès
La piscine Saint-Georges est situé dans le centre-ville de Rennes, dans la partie est du quartier Centre. Elle se situe à l'angle des rues Gambetta et Victor Hugo et est jouxtée par le palais Saint-Georges au sud et le square de La Motte au nord.

## Description

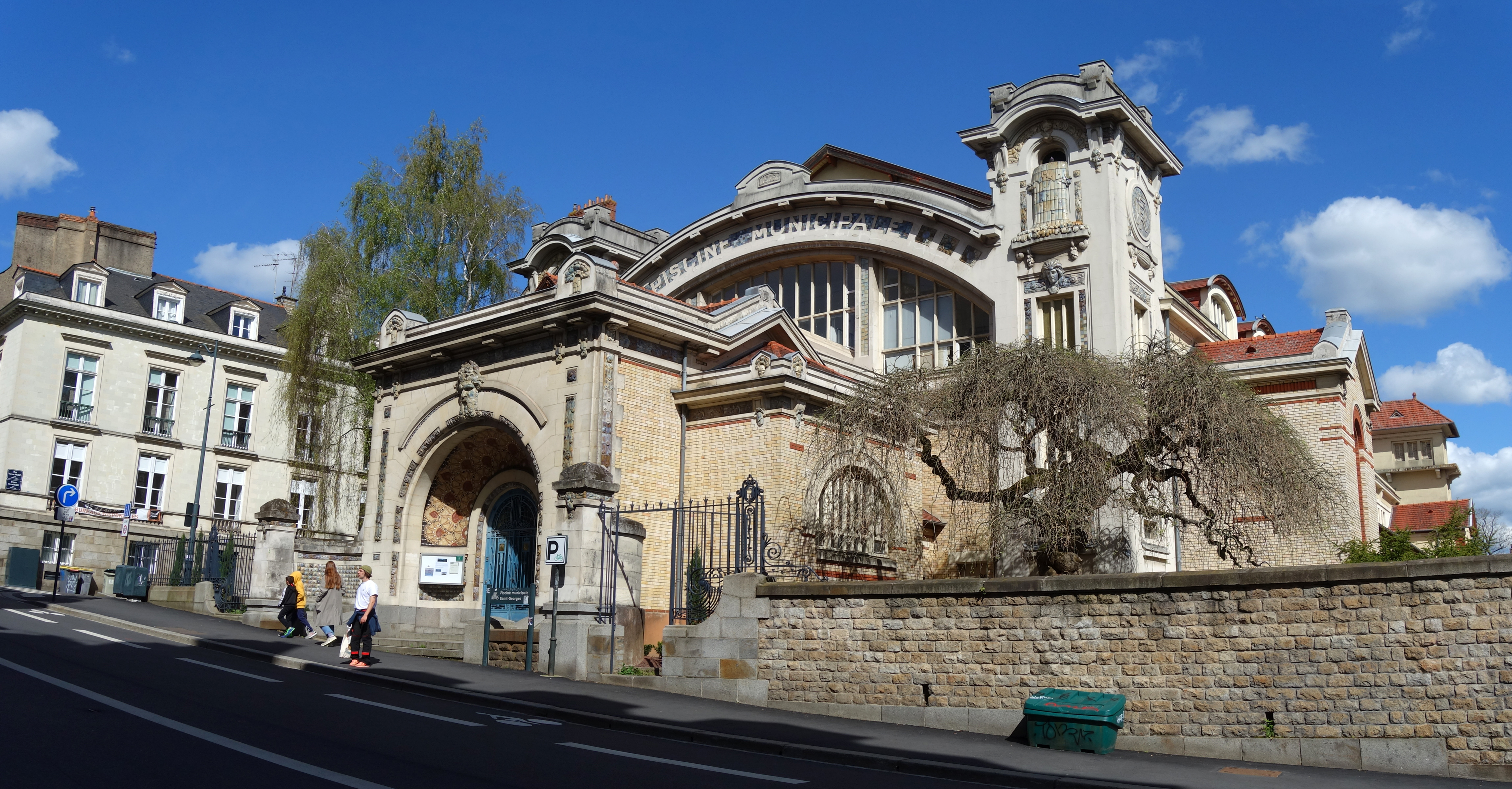
La piscine Saint-Georges de Rennes vue depuis la rue Gambetta en avril 2022

## Histoire

### Construction
Emmanuel Le Ray, architecte de la ville, conçoit le projet en 1911. Il dessine les éléments extérieurs qui sont exécutés par les céramistes parisiens Gentil et Bourdet.
La décoration des bassins de la piscine et des bains publics est réalisée lors de la construction par Isidore Odorico (fils) en émaux de Briare. Le programme décoratif réalisé (bassin, promenoirs, pédiluves, fonds des bacs), représente l'une des réalisations majeures de l'Art déco en France.
En 1922, le journal L'Ouest-Éclair fait campagne contre le projet de la piscine, appuyant la parole de certains habitants trouvant la dépense inutile, alors que la municipalité est dans une situation financière précaire,. En 1924, le journal réitère en critiquant le vote du budget de la ville l'année précédente prévoyant 475 000 francs pour la construction « d'un établissement de bains-douches et d'une grande piscine de natation ».
Pensée par Jean Janvier puis Alfred Daniel, elle est réalisée sur décision du maire Carle Bahon entre 1923 et 1926. Elle est en partie financé à l'aide d'une subvention de l'État.
La piscine est inaugurée le 4 juillet 1926, en présence de nombreux officiels de la région et de Charles Picquenard, conseiller d'État, qui rend hommage à Jean Janvier lors de son discours, instigateur du projet mais mort lors de son mandat.

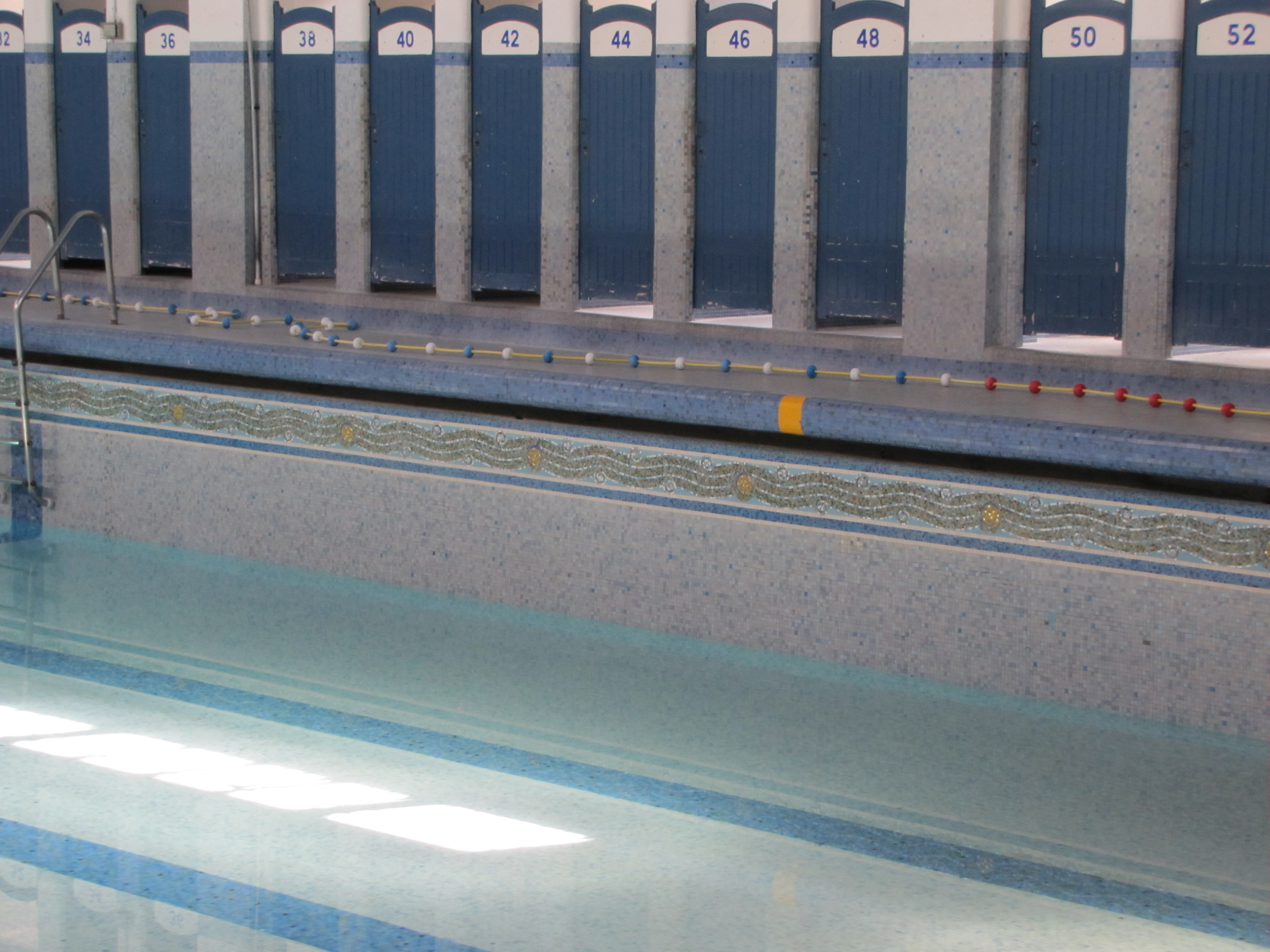
Mosaïques à la piscine de Rennes.

En 1999 la grande frise (96 mètres de long) du bassin, aux émaux jaune vert et bruns qui figurent de fines vaguelettes s'entrelaçant en une sinusoïde, est devenue dégradée par l'utilisation du chlore. Elle est alors remplacée par une copie fabriquée par un atelier italien, et posée par un carreleur de Saint-Malo.

### AuXXIesiècle
Le 26 octobre 2016, la piscine municipale est classée monument historique, par arrêté du ministère de la Culture. En 2017, le magazine Architectural Digest (en) classe le monument rennais en 8e place des piscines les plus belles du monde.
À l'approche de son centenaire, le bâtiment souffre de sa vétusté. En octobre 2022, des éclats de béton chutent du faux plafond. Elle ferme de nouveau en septembre 2024 pendant quelques jours suite à un incident technique non communiqué par la ville, puis en fin d'année dans le cadre du plan de sobriété énergétique de la ville.
En mai 2025, la ville de Rennes présente un plan de rénovation de 28 millions d'euros de l'édifice afin de remettre en normes la piscine. Selon Nathalie Appéré, maire de la ville, l'objectif est de rénover mais de rester « au plus proche de la version initiale des années 1920 ». Les travaux ont pour objectif d'améliorer la sécurité, rénover l'art déco et améliorer l'efficacité énergétique du bâtiment.

### Art et culture

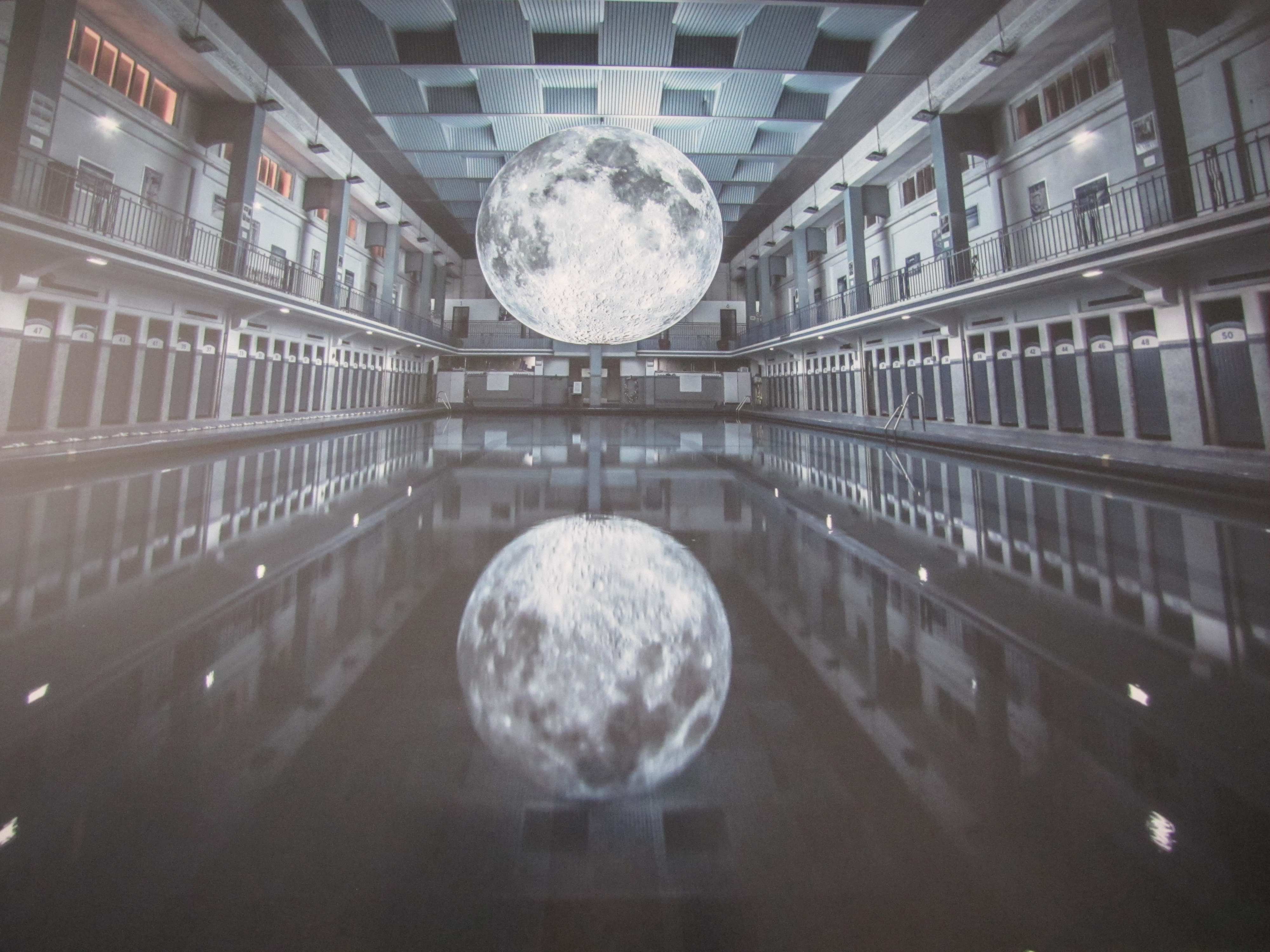
Lune lumineuse de 7 m de diamètre réalisée par l'artiste Luke Jerram et suspendue en 2017.

La piscine municipale est désignée comme étant la 8e plus belle piscine du monde, dans le classement établi par le magazine californien Architectural Digest (en), à la suite de l'exposition temporaire, au plafond de la piscine, de l’œuvre d'art dite Museum of the Moon, de l'artiste plasticien britannique Luke Jerram représentant la Lune, et « le lien qui nous lie chaque nuit avec elle, quelles que soient nos relations historiques, scientifiques ou religieuses ».